# Alice de Vergy
Alice de Vergy (em francês:  Alix; Reulle-Vergy, 1182 – Prenois, 15 de fevereiroou 3/8 de março de 1252) foi duquesa consorte de Borgonha como esposa de Eudo III, Duque da Borgonha, e regente do ducado em nome do filho menor de idade, de 1218 a 1228.

## Família
Alice foi uma das filhas de Hugo, Senhor de Vergy e de Gisele de Traînel.
Os seus avós paternos foram Guido, Senhor de Vergy e Alice de Navilly. Os seus avós maternos foram Garniero II, Senhor de Traînel e sua esposa de nome desconhecido.
Ela teve oito irmãos.

## Biografia
A briga que então reinava entre o duque Eudo e Hugo de Vergy reacendeu em 1194. As apostas eram altas para o duque, com a fortaleza de Vergy  reputada como inexpugnável e bloqueando o caminho entre duas de suas maiores cidades, Beaune e Dijon. Portanto, seu casamento com Eudo foi arranjado, em 1196, como parte de um acordo de paz entre os dois, que estiveram envolvidos num conflito de quinze anos.    Eles se casaram no verão de 1199. Eudo era filho de Hugo III, Duque da Borgonha e de Alice de Lorena. 
Como dote de sua filha, Hugo deu o castelo de Vergy com todas as terras que possuía deste lado do rio Tille. Em troca, o duque Eudo cedeu a Hugo tudo o que possuía, e senhorio de Mirebeau e investiu-o no cargo de senescal da Borgonha, de modo que fosse hereditário. 

### Regente
Quando o marido morreu em 1218, a duquesa Alice tornou-se a regente do filho e sucessor do pai, Hugo IV, devido a sua minoridade, que à época tinha apenas cinco anos. 
Ela assumiu as rédeas do governo por dez anos, até que o duque atingiu a maioridade em 1228. Ela se dedicou a manter os direitos de seu filho e a satisfazer seus súditos. Era conhecida pelo título latino de "Ducissa mater ducis Bourgogne".

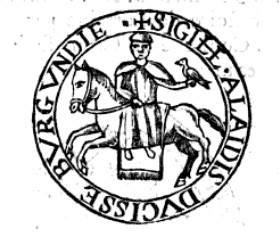
Selo da duquesa.

Os mais altos vassalos vieram renovar a fé e as homenagens em suas mãos. Recebeu, no ano de 1218, a homenagem de Humberto V, senhor de Beaujeu, pelas terras de Belleville e outras pertencentes ao ducado. Seu amor pela paz a fez alertar, em 1225, sobre uma guerra prestes a começar entre o duque e o delfim vienense, cujas reivindicações à Beaune e Chalon, ela comprou. Em 1227, ela assinou um tratado com o conde de Champagne contra o conde de Nevers. 
Em setembro de 1231, a duquesa julgou um debate entre Guilherme de Champlitte, visconde de Dijon, e os monges de Cîteaux, sobre a terra de Ouges, e por sua prudência, reconciliou as partes.  Os duques da Borgonha tinham, então, entre seus títulos honorários, o de cônego da Basílica de São Martinho de Tours. Representando seu filho, ela foi recebida pelos cônegos da Santa Capela, deu a todos eles o beijo sagrado em sinal de fraternidade e a garantia de sua proteção.  
Após a maioridade do filho, Alice retirou-se para Prenois, que lhe fora atribuído como dote. “Ela levou dois arados de bois e um rebanho de quinhentas ovelhas para lá”. Ela foi uma benfeitora para várias casas religiosas, e foi notavelmente uma das maiores benfeitoras de Cister. Os jacobinos de Dijon a consideravam sua fundadora.
Ela morreu em 1251, após mais de trinta de viuvez, e foi enterrada na Abadia de Cister, perto de seu marido. Seu nome aparece no obituário da Abadia de São Martinho de Tours. 

## Descendência
- Joana (1200/10 – após 1222), foi casada com Raul II de Lusinhão, como sua primeira esposa, mas não teve filhos;
- Alice (1204 – 1266), esposa de Roberto I, conde de Clermont e delfim de Auvérnia;
- Hugo IV, Duque da Borgonha (9 de março de 1213 – 27 ou 30 de outubro de 1272), sucessor do pai, além de rei titular de Tessalônica. Sua primeira esposa foi Iolanda de Dreux, com quem teve cinco filhos, e após sua morte, foi casado com Beatriz de Navarra, com quem teve mais filhos;
- Beatriz (n. 1216/18), casada com Humberto III, Senhor de Thoire e Villars.